# Gertrud Rast

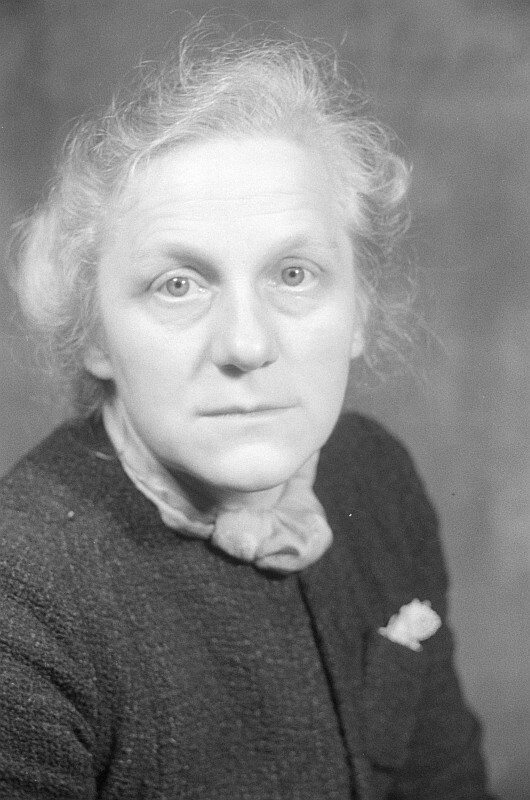
Gertrud Rast (1946)

Gertrud Rast, geb.  Gertrud Graeser (* 25. Mai 1897 in Hamburg; † 24. September 1993 in Hamburg) war eine deutsche Journalistin und Politikerin (Spartakusbund, KPD, DKP). Während des Zweiten Weltkrieges war sie zeitweise im KZ Fuhlsbüttel inhaftiert. Nach dem Krieg wurde sie erste Landesvorsitzende der KPD Schleswig-Holstein und anschließend Chefredakteurin des Norddeutschen Echo.

## Leben
Die Tochter eines Tischlers besuchte in Hamburg die Handelsschule, wurde kaufmännische Angestellte und arbeitete als Buchhalterin. 1912 wurde sie Mitglied der Arbeiterjugend, 1915 der Gewerkschaft. Eine erste Haft verbüßte sie bereits 1917 wegen Antikriegspropaganda. Im selben Jahr schloss sie sich der Spartakusgruppe an. Während der Novemberrevolution war sie Sekretärin des Arbeiter- und Soldatenrates in Hamburg. 1919 gehörte sie zu den Gründungsmitgliedern der KPD in der Hansestadt und war zudem in der Freien sozialistischen Jugend (FSJ) aktiv. Vom 7. Reichsjugendkongreß im März 1923 wurde sie in Chemnitz in die Reichszentrale des KJD gewählt und war danach verantwortliche Redakteurin der Zeitschrift Junge Garde.
Während des zeitweiligen KPD-Verbots 1923/24 emigrierte Gertrud Graeser in die Sowjetunion und wurde dort erst Mitarbeiterin der Kommunistischen Jugendinternationale, dann der Internationale der Seeleute und Hafenarbeiter. Nach ihrer Rückkehr war sie hauptamtlich für die KPD-Bezirksleitung Wasserkante in Hamburg tätig und musste sich 1930 gegen innerparteiliche Vorwürfe des Versöhnlertums wehren. Nach der nationalsozialistischen Machtübernahme emigrierte die inzwischen Verheiratete 1933 ins Ausland. Im September 1939 wurde sie zunächst im Camp de Rieucros und ab 1942 im Lager Brens in Südfrankreich interniert. 1943 wurde sie nach Deutschland ausgeliefert, wo sie zunächst ins KZ Fuhlsbüttel und Dezember 1944 in das Arbeitserziehungslager Langer Morgen gesperrt wurde. Ihr Mann, Richard Rast, kam wenige Tage vor Kriegsende als Häftling im KZ Neuengamme ums Leben.
Ab 1945 gehörte Gertrud Rast innerhalb des Parteibezirks Wasserkante zu den führenden Funktionären der KPD in Schleswig-Holstein. Als der Bezirk Wasserkante zugunsten separater Landesorganisationen aufgelöst wurde, wählte sie eine Delegiertenversammlung im Sommer 1948 in Rendsburg zur ersten KPD-Landesvorsitzenden. In dieser Funktion war sie auch Mitglied des  Parteivorstandes der SED. Nach politischen Strömungskämpfen in der Redaktion des Parteiblattes Norddeutsches Echo übernahm sie dessen Chefredaktion. Sie blieb bis zum KPD-Verbot 1956 in führender Rolle für die Partei tätig. 1969 trat sie in die Deutsche Kommunistische Partei (DKP) ein.
Gertrud Rast wurde auf dem Friedhof Ohlsdorf beigesetzt. Dort ruht sie im Ehrenfeld der Geschwister-Scholl-Stiftung.